# Blaupunkt
Blaupunkt  (произносится «Блаупункт»о файле) — немецкая компания по производству аудио- и видеотехники (видеомагнитофоны, видеокамеры, телевизоры).
Основана в 1923 году в Берлине под названием «Ideal». В 1938 переименована в Blaupunkt, что в переводе означает «Синяя точка». Нанесение такой точки на аудионаушники в то время означало прохождение контроля качества. После Второй мировой войны компания переехала в Хильдесхайм.
18 декабря 2008 года Blaupunkt, более 70 лет входившая в состав группы Bosch, была продана немецкой инвестиционной компании Aurelius AG.
В конце 2015 года компания подала заявление о банкротстве, а процедура ликвидации завершилась в начале 2016 года. Бренд Blaupunkt остаётся активным, в настоящее время находится под управлением GIP Development SARL из Люксембурга и используется в различных группах продуктов.

## Галерея

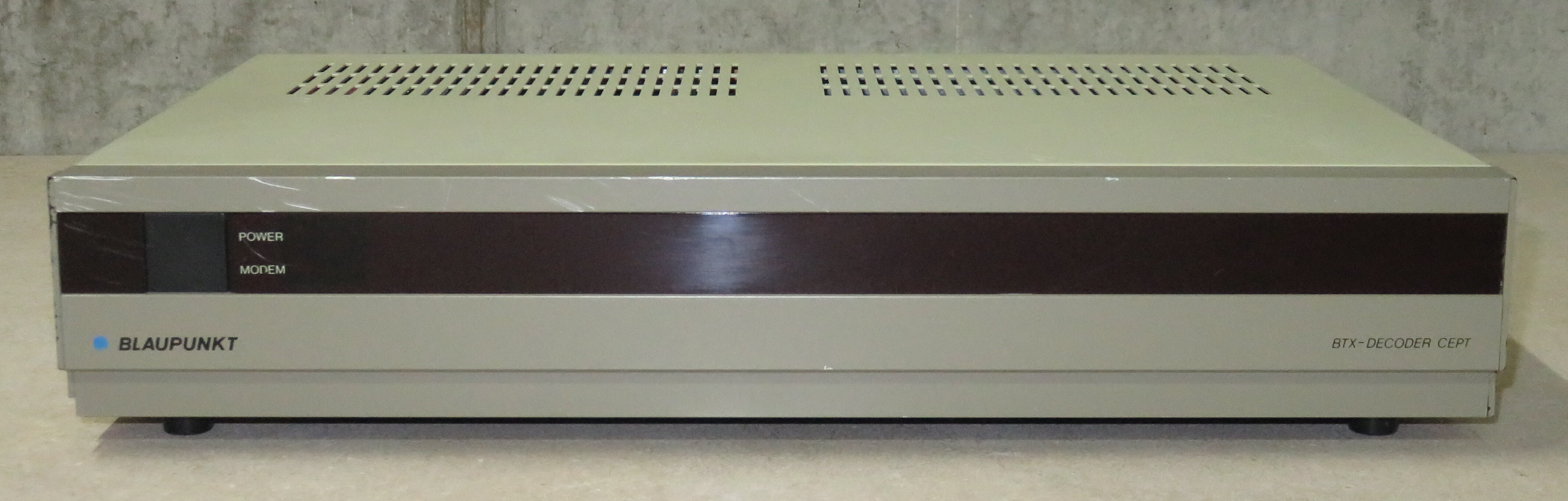
BTX (Bildschirmtext) Decoder DC 36
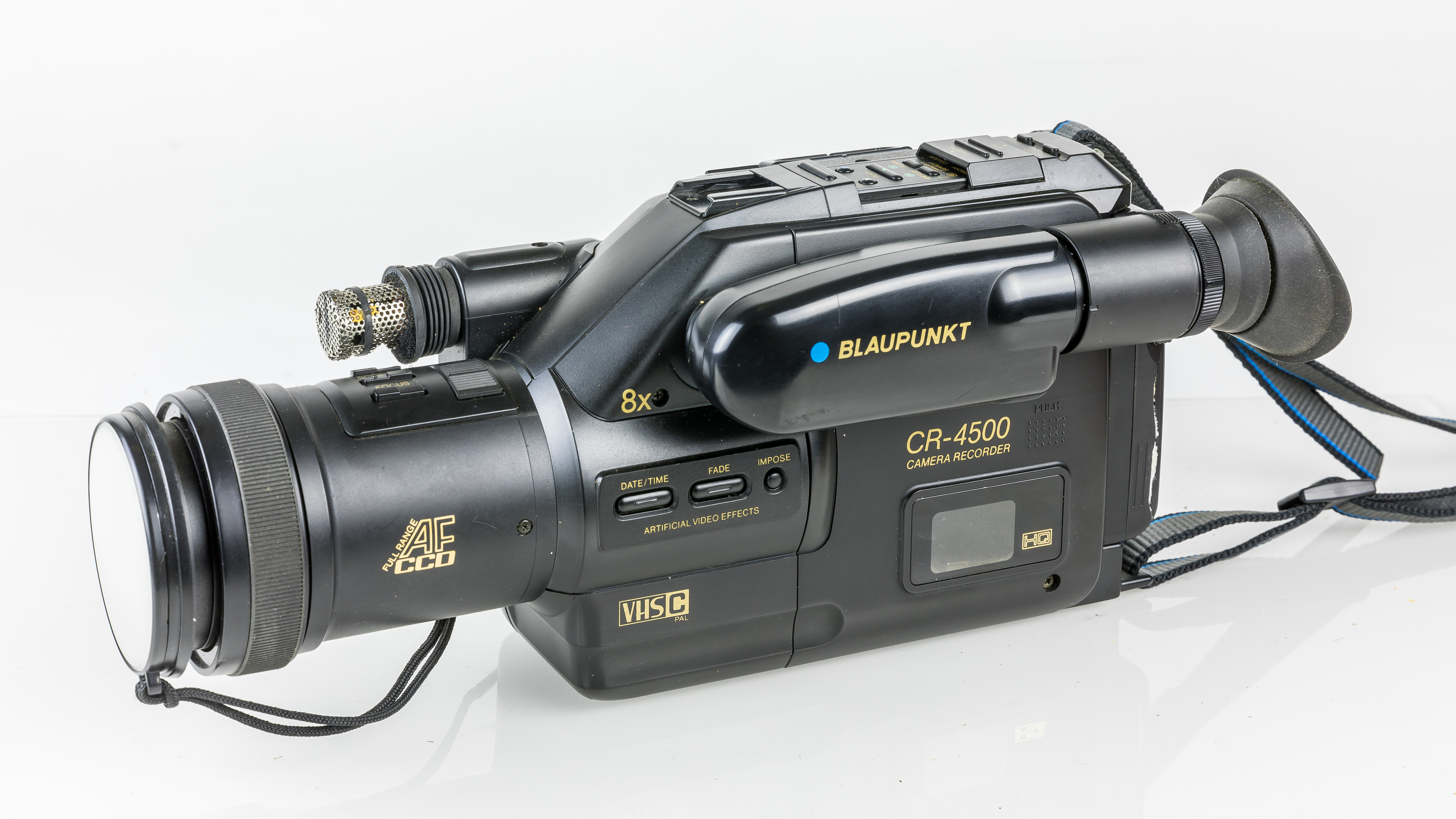
VHS-C камкодер CR 4500
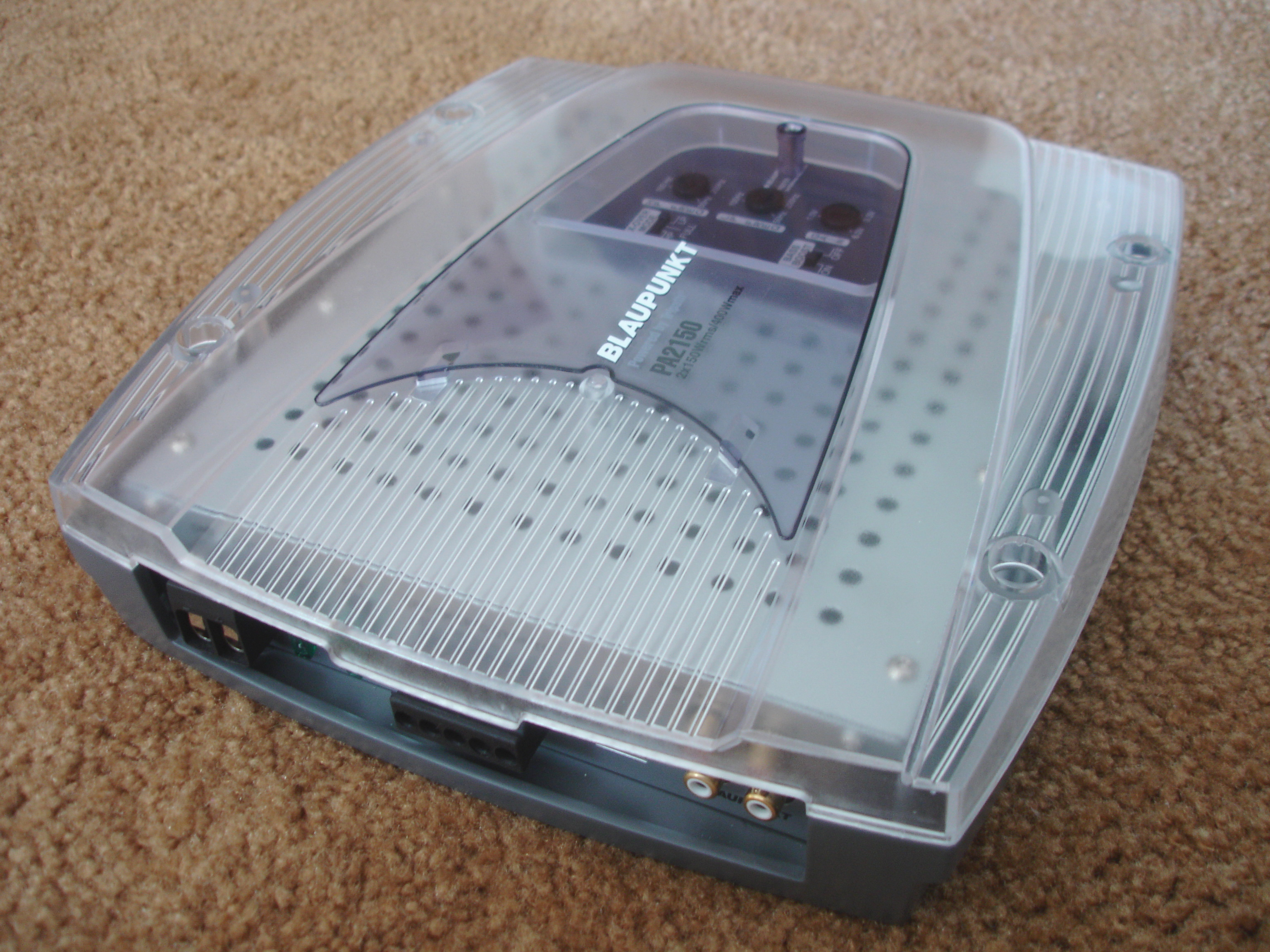
PA2150
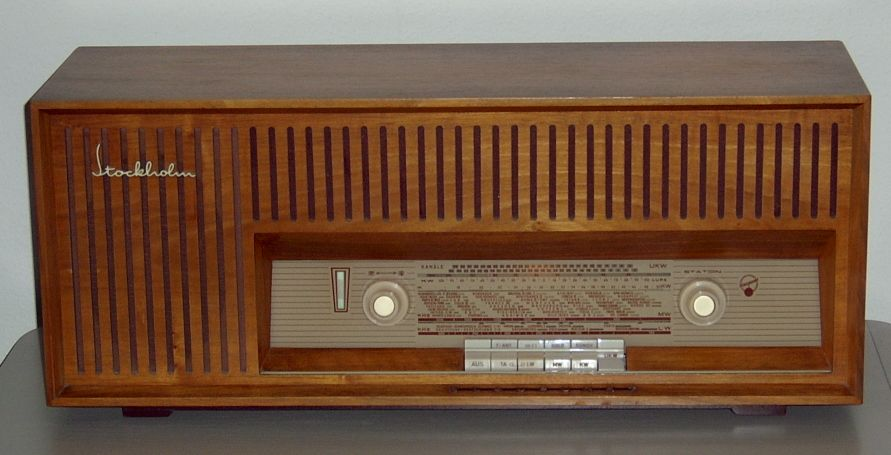
Радиоприёмник Blaupunkt Stockholm (1963)
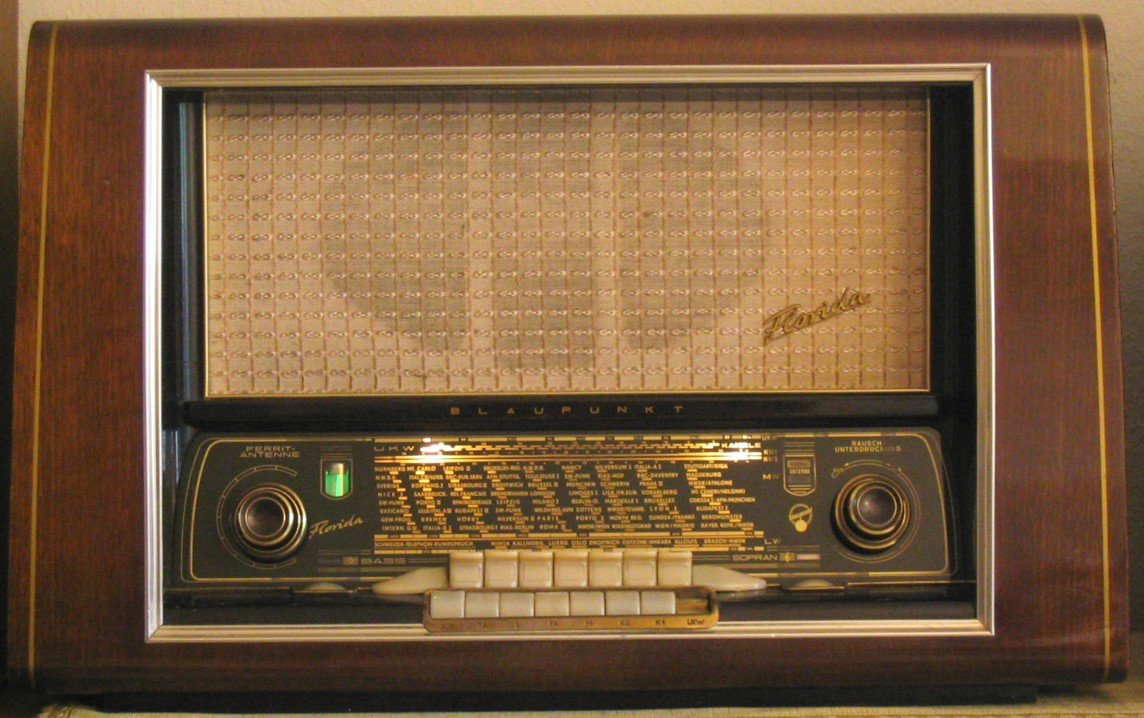
Радиоприёмник Blaupunkt Radio (1954)
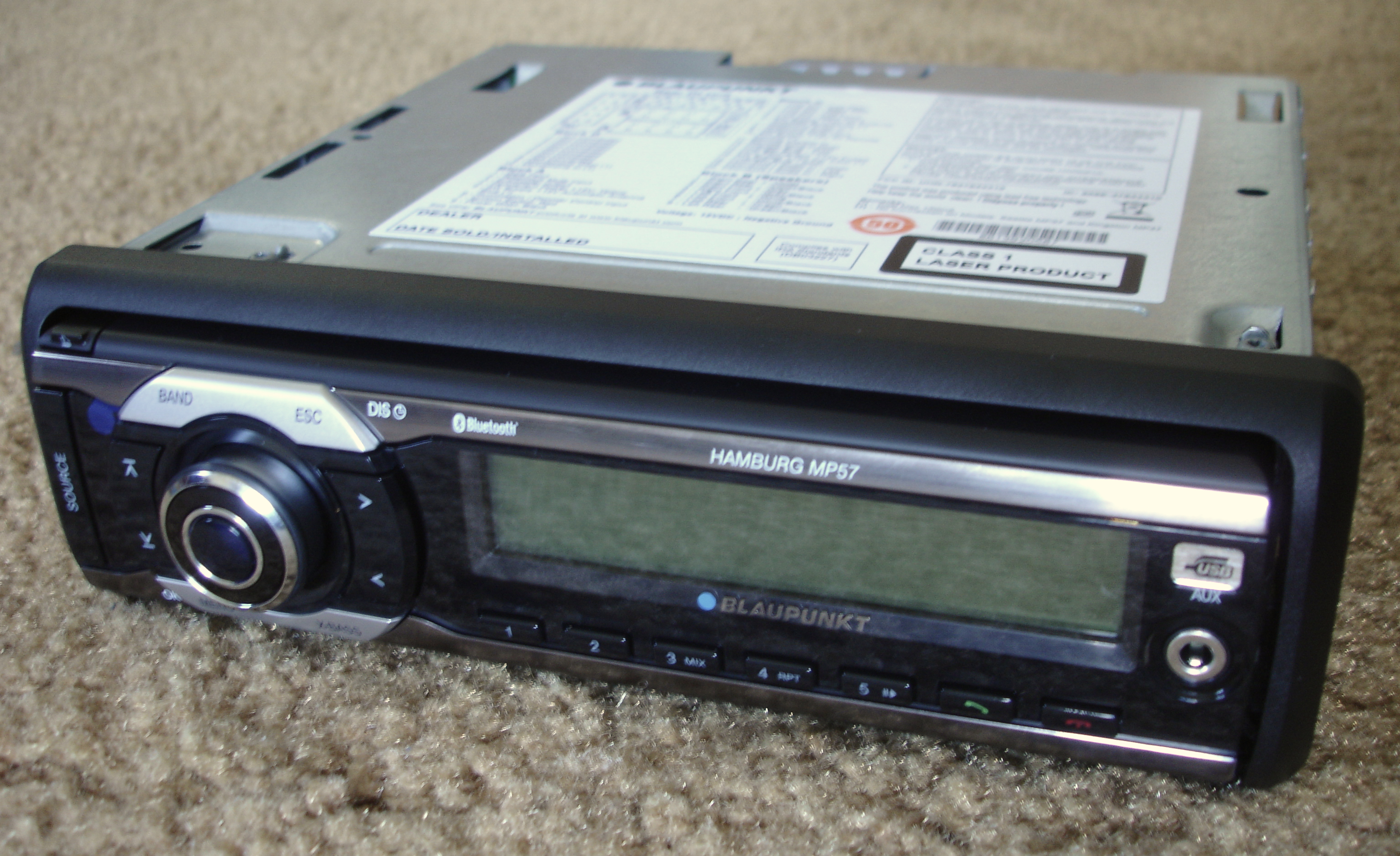
Автомагнитола Hamburg MP57
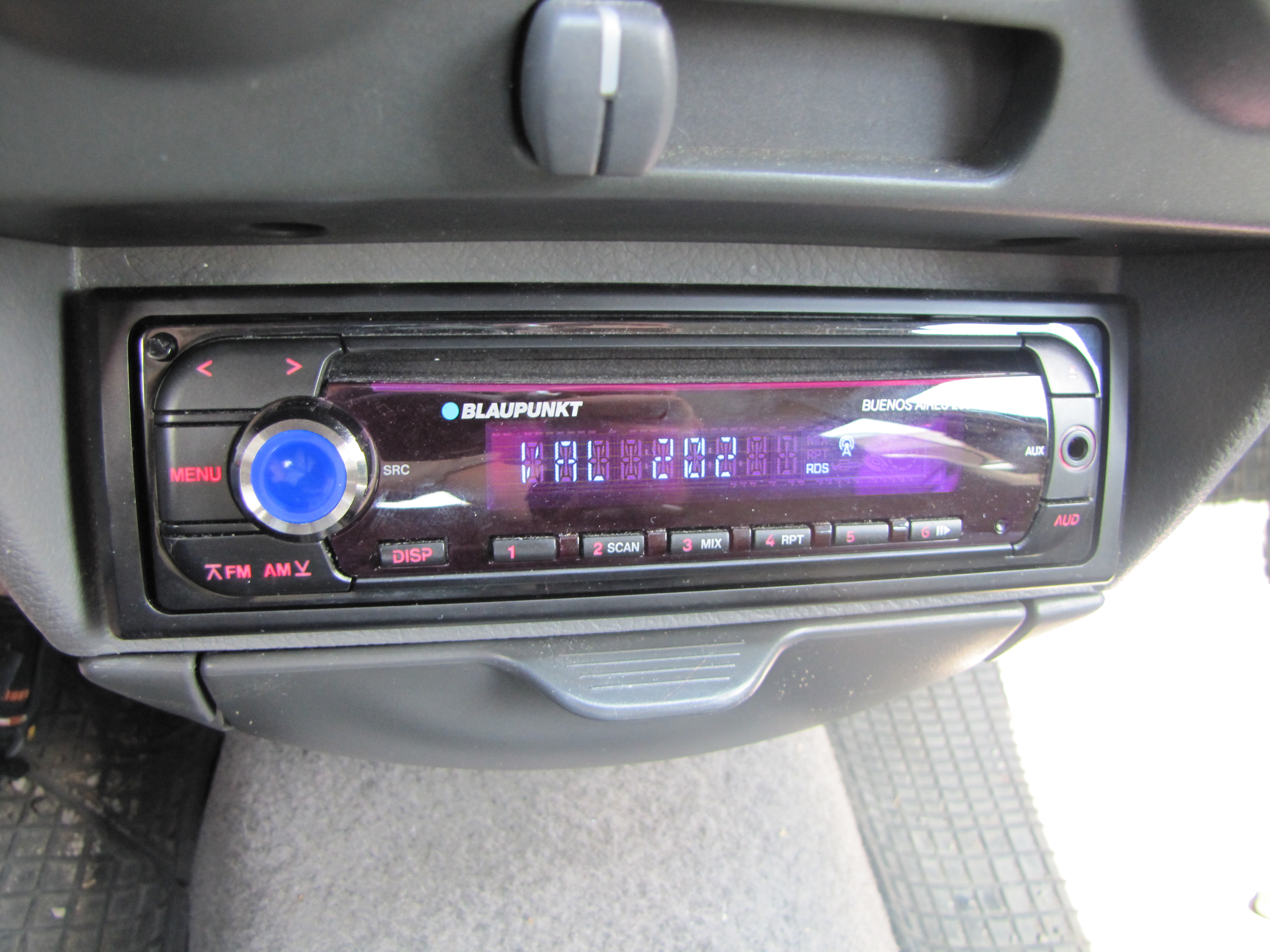
"Buenos Aires 200"